# Vena hemiácigos
La vena hemiácigos, ácigos menor, hemiácigos inferior o semiácigos es un tronco venoso de intersección para las venas intercostales posteriores izquierdas inferiores.

## Trayecto
Se origina en la vena lumbar ascendente, pasa hacia arriba por el lado izquierdo de las vértebras hasta la octava vértebra torácica, sitio en el que puede recibir la rama accesoria, y cruza sobre la columna vertebral para desembocar
en la vena ácigos.